# Henrik Samuelsson
Henrik Samuelsson (* 7. Februar 1994 in Pittsburgh, Pennsylvania) ist ein ehemaliger US-amerikanischer Eishockeyspieler schwedischer Herkunft, der im Verlauf seiner aktiven Karriere zwischen 2010 und 2020 unter anderem 210 Spiele in der American Hockey League (AHL) auf der Position des rechten Flügelstürmers bestritten hat. Darüber hinaus absolvierte Samuelsson weitere drei Partien für die Arizona Coyotes in der National Hockey League (NHL).

## Karriere
Samuelsson wurde während des Engagements seines Vaters Ulf Samuelsson bei den Pittsburgh Penguins aus der National Hockey League in Pittsburgh geboren und wuchs so in den Vereinigten Staaten auf. Dort spielte er in der Saison 2010/11 zunächst für das US National Team Development Program des US-amerikanischen Eishockeyverbandes USA Hockey in der United States Hockey League. Da sein Vater zu Beginn der Saison 2011/12 den Cheftrainerposten bei MODO Hockey Örnsköldsvik aus der schwedischen Elitserien annahm, verpflichtete der Verein auch den damals 17-jährigen Stürmer, der im Verlauf der Saison sowohl für die U18- und U20-Junioren als auch die erste Herrenmannschaft auflief. Allerdings kehrte er bereits im Januar 2012 nach Nordamerika zurück.
Der Angreifer schloss sich den Edmonton Oil Kings aus der Western Hockey League an, mit denen er am Saisonende den Ed Chynoweth Cup gewann und sich als Meister der WHL für den prestigeträchtigen Memorial Cup qualifizierte. Dort schaffte es Samuelsson als bester Scorer seines Teams ins All-Star-Team des Wettbewerbs gewählt zu werden. Im Sommer wurde er schließlich von den Phoenix Coyotes im NHL Entry Draft 2012 in der ersten Runde an 27. Stelle ausgewählt. Der Flügelspieler verblieb allerdings noch zwei weitere Jahre in Edmonton, die am Ende der Saison 2013/14 mit dem erneuten Meisterschaftsgewinn abgeschlossen wurden. Gekrönt wurde die Spielzeit mit dem Gewinn des Memorial Cups, der erneuten Wahl ins All-Star-Team des Wettbewerbs und dem Erhalt der Ed Chynoweth Trophy als Topscorer.
Im Sommer 2014 wechselte Samuelsson schließlich in das inzwischen in Arizona Coyotes umbenannte Franchise, womit sein bereits im März 2013 unterzeichneter NHL-Einstiegsvertrag mit dreijähriger Laufzeit in Kraft trat. Hauptsächlich lief er in der Saison 2014/15 für das Coyotes-Farmteam Portland Pirates aus der American Hockey League. Im Saisonverlauf feierte er aber auch sein NHL-Debüt und kam in drei Begegnungen zum Einsatz. Die Spielzeit 2015/16 absolvierte er vollständig bei den Springfield Falcons in der AHL, die für diese Saison mit Arizona in Kooperation standen. Aufgrund einer Verletzung in der Saisonvorbereitung hatte er den Sprung in den NHL-Stammkader zunächst verpasst und eine weitere Verletzung im Verlauf der Spielzeit limitierten ihn auf lediglich 43 Einsätze in der AHL. Vor dem Beginn der Saison 2016/17 wurde er von den Coyotes an das erneut gewechselte Farmteam Tucson Roadrunners abgegeben.
Im Februar 2017 gaben ihn die Coyotes an die Edmonton Oilers ab und erhielten im Gegenzug Mitchell Moroz. Dort erfüllte der Angreifer seinen Vertrag bis zum Saisonende im Farmteam, den Bakersfield Condors, in der American Hockey League. Im September 2017 schloss sich der Free Agent den Idaho Steelheads aus der ECHL an, schaffte allerdings im Februar 2018 den Sprung zurück in die American Hockey League, als er einen Vertrag bei den Rockford IceHogs unterzeichnete. Zwischen Idaho und Rockford teilte sich die folgende Spielzeit ebenfalls für den Stürmer auf, der zur Saison 2019/20 vor dem Hintergrund der COVID-19-Pandemie zu den Manchester Storm in die britische Elite Ice Hockey League wechselte. Anschließend war er im Oktober 2020 in einer Partie in der zweitklassigen 1. Liga der Slowakei aktiv, ehe der 26-Jährige seine Karriere frühzeitig beendete.

### International
Samuelsson gehörte bei der World U-17 Hockey Challenge 2011 und U18-Junioren-Weltmeisterschaft 2011 zum Aufgebot des US-amerikanischen Teams. Bei der World U-17 Hockey Challenge gewannen die Amerikaner die Silbermedaille und Samuelsson war mit zehn Scorerpunkten erfolgreichster Punktesammler seines Teams. Bei der U18-Junioren-Weltmeisterschaft errangen die US-Boys den Weltmeistertitel. Er selbst steuerte in sechs Spielen dazu einen Assist bei.

## Erfolge und Auszeichnungen
| - 2012 Ed-Chynoweth-Cup-Gewinn mit den Edmonton Oil Kings - 2012 Memorial Cup All-Star Team - 2014 Ed-Chynoweth-Cup-Gewinn mit den Edmonton Oil Kings | - 2014 Memorial-Cup-Gewinn mit den Edmonton Oil Kings - 2014 Ed Chynoweth Trophy - 2014 Memorial Cup All-Star Team |

### International
- 2011 Silbermedaille bei der World U-17 Hockey Challenge
- 2011 Goldmedaille bei der U18-Junioren-Weltmeisterschaft

## Karrierestatistik

### International
Vertrat die USA bei:
- World U-17 Hockey Challenge 2011
- U18-Junioren-Weltmeisterschaft 2011

(Legende zur Spielerstatistik: Sp oder GP = absolvierte Spiele; T oder G = erzielte Tore; V oder A = erzielte Assists; Pkt oder Pts = erzielte Scorerpunkte; SM oder PIM = erhaltene Strafminuten; +/− = Plus/Minus-Bilanz; PP = erzielte Überzahltore; SH = erzielte Unterzahltore; GW = erzielte Siegtore; 1 Play-downs/Relegation; Kursiv: Statistik nicht vollständig)

## Familie
Samuelsson ist der Sohn des ehemaligen schwedischen Nationalspielers und mehrfachen Stanley-Cup-Gewinners Ulf Samuelsson, der 1212 Spiele in der National Hockey League bestritt. Seine drei Geschwister sind allesamt dem Eishockeysport verbunden. Sein älterer Bruder Philip Samuelsson (* 1991) wurde im NHL Entry Draft 2009 ausgewählt und gewann im selben Jahr die Goldmedaille bei der U18-Junioren-Weltmeisterschaft. In der Saison 2013/14 feierte er für die Pittsburgh Penguins sein Debüt in der National Hockey League. Der jüngere Bruder Adam (* 2000) schaffte ebenfalls den Sprung zum Profi. Ihre Schwester Victoria Samuelsson (* 1996) war zwischen 2013 und 2015 schwedische Nationalspielerin.